# Zaczopki
Zaczopki es un pueblo ubicado en la gmina Rokitno, distrito de Biała Podlaska, voivodato de Lublin, Polonia.

## Superficie
Cuenta con una superficie de 13,80 kilómetros cuadrados.

## Demografía
Hasta 2011 la población era de 189 habitantes, con una densidad de población de 13,70 habitantes por kilómetro cuadrado. Estaba conformada por 91 hombres (48,1%) y 98 mujeres (51,9%), según el censo de la Oficina Central de Estadística.